# Тромбоэмболия

Анимация, показывающая образование окклюзионного тромба в вене. Несколько тромбоцитов прикрепляются к губам клапана, сужая отверстие и заставляя больше тромбоцитов и красных кровяных телец объединяться и свертываться. Свертывание неподвижной крови с обеих сторон блокады может привести к распространению сгустка в обоих направлениях.

Тромбоэмболи́я — острая закупорка (эмболия) кровеносного сосуда тромбом, оторвавшимся от места своего образования (на стенке сердца, сосуда) и попавшим в циркулирующую кровь. В результате тромбоэмболии кровоток в сосуде прекращается, возникает ишемия ткани в бассейне окклюзированного сосуда, часто завершающаяся ишемическим инфарктом.

## Этиология и патогенез
Тромбоэмболия — самый частый вид эмболии сосудов. Тромбоэмболии предшествует тромбоз, чему способствуют повреждение эндокарда (например при эндокардите, инфаркте миокарда) или эндотелия сосудов (при аневризме аорты, аортите, тромбофлебите, васкулитах, атеросклерозе и др.), повышение свёртывающей активности крови с торможением фибринолиза и замедление кровотока. Образованию и отрыву тромбов в полостях сердца способствуют аритмии сердца, особенно мерцательная аритмия с пароксизмальным течением.
Чаще всего тромбы образуются в венах большого круга кровообращения, что создает угрозу тромбоэмболии лёгочных артерий; тромбоэмболия артерий большого круга кровообращения наблюдается при образовании тромбов в левых камерах сердца, в аорте, магистральных артериях.

## Клиническая картина
Тромбоэмболия сосудов головного мозга проявляется ишемическим инсультом, сосудов спинного мозга — параличами и расстройствами чувствительности; сосудов почек или селезёнки — инфарктами этих органов; венечных артерий сердца — инфарктом миокарда; сосудов брыжейки — картиной острого живота; периферических артерий — ишемией тканей с угрозой гангрены конечности. 
Острая непроходимость магистральных артерий конечностей характеризуется исчезновением пульса и снижением температуры кожи дистальнее участка окклюзии, острой болью в поражённой конечности и нарушениями кожной чувствительности, побледнением кожи, сменяющимся цианозом, отёком ишемизированных тканей, нарушением функции конечности и развитием в последующем её гангрены.

## Лечение
Во всех случаях тромбоэмболии больных нужно срочно госпитализировать. В порядке неотложной помощи внутривенно вводят 10 000 ЕД гепарина, применяют симптоматические средства.

## Профилактика
Важную роль в профилактике тромбоэмболических осложнений играет эластическая компрессия нижних конечностей. Этот метод заключается в создании внешнего давления (компрессии) на мягкие ткани для уменьшения диаметра вен. Сужение просвета вены приводит к ускорению движения крови, препятствуя формированию тромбов. В то же время, компрессионные средства следует применять с большой осторожностью и ни в коем случае не злоупотреблять ими, так как избыточное давление на неподвижную или малоподвижную конечность даже при незначительном времени компрессионного воздействия может привести к гипоксемии (нарушению поступления кислорода в изолированные ткани) и другим потенциально тяжёлым последствиям. Применение компрессии в профилактических целях должно иметь ограниченный характер, поскольку регулярное ношение компрессионных чулок может негативно сказаться на мышечном тонусе конечностей, привести в частности к деградации мышц, выполняющих функцию естественного бандажа для кровеносных сосудов, что может привести к ещё большему их расширению и формированию зависимости человека от компрессионной одежды для поддержания нормальной жизнедеятельности. Сон и отдых в компрессионном белье и одежде категорически противопоказаны. Любое онемение, отекание, ощущение холода в конечности, на которую надета компрессионная одежда — это сигнал к её немедленному снятию во избежание развития осложнений.